# Điện mặt trời Srêpôk 1
Cụm Điện mặt trời Srêpôk 1 và Quang Minh là nhà máy điện mặt trời xây dựng trên vùng đất thôn 9 xã Ea Wer huyện Buôn Đôn tỉnh Đắk Lắk, Việt Nam .
Cụm Điện mặt trời Srêpôk 1 và Quang Minh có công suất lắp máy 100 MWP, khởi công tháng 10/2018, hoàn thành tháng 3/2019. Cụm xây dựng trên diện tích hoạt động 120 ha .
Cụm công trình Nhà máy điện mặt trời Srêpốk 1 và Quang Minh do Công ty CP đầu tư và phát triển điện Đại Hải và Công ty CP điện mặt trời Srêpốk làm chủ đầu tư.

## Về danh hiệu "lớn nhất Việt Nam"
Một số báo như Tuổi Trẻ, Cổng TT ĐT Chính phủ,.. đưa tin về lễ khánh thành nhà máy ngày 9/03/2019 đã nêu đây là "nhà máy điện mặt trời lớn nhất Việt Nam" .
Trong thực tế vào tháng 3/2019 thì "Đây là dự án nhà máy điện mặt trời lớn nhất Việt Nam hiện nay đã phát điện" . Dự án lớn nhất Việt Nam là Điện mặt trời Trung Nam Ninh Thuận công suất lắp máy 204 MW , khánh thành ngày 27/04/2019 .